# Swissstaffing
swissstaffing ist ein Schweizer Unternehmerverband für Personaldienstleister. Er wurde 1968 als Schweizerischer Verband der Unternehmungen für Temporärarbeit (SVUTA) gegründet und trägt seinen heutigen Namen seit der Fusion mit dem Verband der Personalberater der Schweiz (VPDS, 22. Januar 1998). 
Ziele des Arbeitgeberverbandes sind die Interessenvertretung der Branche und die Sicherstellung von kompetenten Dienstleistungen für die rasch wachsenden Bedürfnisse nach temporären Arbeitskräften und flexiblen Arbeitsmöglichkeiten. swissstaffing vertritt heute über 350 Unternehmungen. Die Mitglieder unterhalten mehr als 600 Standorte in der Schweiz und erzielten 2015 einen Umsatz von über 7 Mrd. Franken. 
Seit 2012 besteht ein allgemeinverbindlich erklärter Gesamtarbeitsvertrag "GAV Personalverleih". swissstaffing hat diesen mit den Gewerkschaften unia, syna, Angestellte Schweiz und KV Schweiz ausgehandelt.  Der GAV regelt den Umgang mit den Temporärarbeitenden, insbesondere im Bereich der sozialen Sicherheit. Außerdem wurde im Rahmen des GAV Personalverleih der Weiterbildungsfond temptraining eingerichtet.

## Sozialversicherungen
Der Verband betreibt eine eigene AHV-Ausgleichskasse (AHV = Alters- und Hinterlassenenversicherung) für die Abrechnung aller Sozialversicherungsbeiträge und aller Verpflichtungen aus dem Gesamtarbeitsvertrag. 
Eine Familienausgleichskasse dient zur Abwicklung der Beitrag- und Leistungszahlungen gemäss dem Bundesgesetz
über die Familienzulagen (FamZG)SR 836.2. Die Ausgleichskasse mit zugehöriger Familienausgleichskasse (AK 117, swisstempcomp) von swissstaffing wird vom Kompetenzzentrum consimo verwaltet. 
Arbeitnehmende, die das 17. Altersjahr überschritten haben und einen Jahreslohn von mehr als 21'150 Franken beziehen (Stand: 1. Januar 2016), unterstehen gemäss Bundesgesetz über die berufliche Alters-, Hinterlassenen- und Invalidenvorsorge (BVG) der obligatorischen Versicherung. Arbeitnehmende mit einem befristeten Arbeitsvertrag von höchstens drei Monaten sind gemäss Verordnung zum BVG (BVV 2) nicht der obligatorischen Versicherung unterstellt. Wird das Arbeitsverhältnis über die Dauer von drei Monaten hinaus verlängert, sind sie von dem Zeitpunkt an zu versichern, in dem die Verlängerung vereinbart wurde.
Dies gilt auch für Temporärarbeitende (Zeitarbeiter). In verschiedener Hinsicht braucht es für die berufliche Vorsorge von temporär Arbeitenden allerdings Extraregelungen. Dies hat den Branchenverband swissstaffing dazu bewogen, eine eigene Verbands-Pensionskasse  zu gründen, die mit folgenden Ansätzen operiert:
1. Nicht selten kommt es vor, dass Temporärarbeitende mehrere, aufeinanderfolgende Einsätze absolvieren, von denen jeder einzelne weniger als drei Monate lang dauert, die Anstellung beim Personalverleiher insgesamt aber länger als drei Monate währt. Gemäss dem Reglement der Stiftung 2. Säule swissstaffing sind temporär Arbeitende in solchen Situationen gemäss BVG zu versichern, falls die Gesamtdauer ihrer unterbrochenen Einsätze drei Monate übersteigt und die Unterbrechung zwischen den Einsätzen jeweils nicht länger als 13 Wochen dauert.
2. Damit die Leistungen der ersten und zweiten Säule aufeinander abgestimmt sind, wird die BVG-Prämie gemäss BVG-Obligatorium nicht auf den gesamten Lohn bezahlt, sondern nur auf den koordinierten Lohn (BVG-Maximallohn abzüglich Koordinationsabzug). Der Koordinationsabzug beträgt aktuell gemäss BVG 24'675 Franken pro Jahr, der BVG-Maximallohn 84'600 Franken pro Jahr. Da Temporärarbeitende häufig nur ein paar Monate eingesetzt werden, macht in ihrem Fall die Jahresberechnung wenig Sinn. Die Stiftung 2. Säule swissstaffing operiert daher mit einem auf die Stunde umgerechneten Koordinationsabzug. Auch der Maximallohn wird auf die Stunde umgerechnet. Mit dieser Berechnungsweise können Temporärarbeitende bereits ab der ersten Arbeitsstunde versichert werden.
3. 93 % der Versicherten sind höchstens während zwölf Monaten der Stiftung 2. Säule swissstaffing angeschlossen. Dies ist Ausdruck der für die Temporärarbeit typisch kurzen Arbeitsverhältnisse. Bei einem Gesamtbestand von 22'200 aktiven Versicherten zählte die Stiftung 2. Säule swissstaffing im Jahr 2015 je über 20'000 Eintritte und Austritte. Die Verwaltungskosten betragen 260 Franken pro Kopf.

Die Stiftung 2. Säule swissstaffing erwirtschaftete im Jahr 2015 eine Rendite von 1,7 % und einen Deckungsbeitrag von 135 %. Alle Altersguthaben werden mit 3,25 %(2016) verzinst.